# Герои Социалистического Труда Атырауской области
В настоящий список включены:
- Герои Социалистического Труда, на момент присвоения звания проживавшие на территории современной Атырауской области Казахстана (в советское время — Гурьевской области Казахской ССР), — 67 человек;  персиковым цветом  выделены Герои, которые проживали на территории южных районов Гурьевской области, переданных 20 марта 1973 года во вновь образованную Мангышлакскую (Мангистаускую) область (18 человек);
- уроженцы Атырауской области, удостоенные звания Героя Социалистического Труда в других регионах СССР, — 9 человек;
- Герои Социалистического Труда, прибывшие на постоянное проживание в Атыраускую область, — 1 человек.

Вторая и третья части списка могут быть неполными из-за отсутствия данных о месте рождения и проживания ряда Героев.
В таблицах отображены фамилия, имя и отчество Героев, должность и место работы на момент присвоения звания, дата Указа Президиума Верховного Совета СССР, отрасль народного хозяйства, место рождения/проживания (знаком * выделены регионы, не относящиеся к Атырауской области), а также ссылка на биографическую статью на сайте «Герои страны». Формат таблиц предусматривает возможность сортировки по указанным параметрам путём нажатия на стрелку в нужной графе.

## История
Первыми на территории Гурьевской (Атырауской) области звания Героя Социалистического Труда были удостоены 56 коневодов (в том числе 8 человек, проживавших в районах будущей Мангышлакской области), которым эта высшая степень отличия была присвоена Указом Президиума Верховного Совета СССР 23 июля 1948 года (объёмный указ на 359 казахстанских животноводов).
Подавляющее большинство Героев Социалистического Труда в Атырауской области приходится на сельскохозяйственное производство — 56 человек. Строительство и нефтедобывающую промышленность представляют по 3 человека; транспорт, геологию — по 2; газовую, рыбопромысловую промышленность и здравоохранение — по 1.

## Лица, удостоенные звания Героя Социалистического Труда в Гурьевской области
| №         | Фамилия, имя, отчество       | Даты жизни              | Деятельность | Дата присвоения | Отрасль         | Место рождения                 | ГС        |
| --------- | ---------------------------- | ----------------------- | --- | --------------- | --------------- | ------------------------------ | --------- |
| 1         | Абдрахманов Уликпан          | 22.02.1922 — 23.08.2000 | Оператор по добыче нефти и газа нефтегазодобывающего управления «Кульсарынефть» объединения «Эмбанефть» Министерства нефтяной промышленности СССР, Гурьевская область                              | 30.03.1971      | нефтепром       | Макатский район                | [ ГС 1 ]  |
| 2         | Алипова Салима               | 01.05.1931 — 05.10.2010 | Каменщица строительного управления № 3 треста «Гурьевнефтехимстрой» Министерства строительства предприятий тяжёлой индустрии Казахской ССР, гор. Гурьев                                            | 05.04.1971      | строительство   | Атырау                         | [ ГС 2 ]  |
| 3         | Алипова Ханикей              | 1899 — 28.07.1992       | Старший чабан колхоза имени Джамбула Испульского района Гурьевской области | 23.07.1948      | сельхоз         | Индерский район                | [ ГС 3 ]  |
| 4         | Аркабаев Нурмагамбет         | 1882—1950               | Старший чабан колхоза «Жана-Куш» Жилокосинского района Гурьевской области | 23.07.1948      | сельхоз         | Жылыойский район               | [ ГС 4 ]  |
| 5         | Асабаев Кисенбай             | 1935 — 09.03.2020       | Старший чабан совхоза «Коммунизм таны» Эмбинского района Гурьевской области | 24.12.1976      | сельхоз         | Атырау                         | [ ГС 5 ]  |
| 6         | Ахбетов Нугман               | 1881—1975               | Старший табунщик колхоза имени Калинина Денгизского района Гурьевской области | 23.07.1948      | сельхоз         | *Западно-Казахстанская область | [ ГС 6 ]  |
| 7         | Ахметов Елеусин              | 1890—1960               | Заведующий коневодством колхоза имени Красина Испульского района Гурьевской области | 23.07.1948      | сельхоз         | Индерский район                | [ ГС 7 ]  |
| 8         | Аюпов Арон                   | 1903 — ????             | Председатель колхоза «Родина» Новобогатинского района Гурьевской области | 23.07.1948      | сельхоз         | Исатайский район               | [ ГС 8 ]  |
| 9         | Базарбаев Даулет             | 1895—1981               | Старший чабан колхоза имени Степана Разина Испульского района Гурьевской области | 23.07.1948      | сельхоз         | Индерский район                | [ ГС 9 ]  |
| 10        | Байжигитова Айнаш            | 1914—1997               | Резальщица Гурьевского рыбоконсервного комбината имени В. И. Ленина Гурьевского совнархоза | 07.03.1960      | рыбпром         | Махамбетский район             | [ ГС 10 ] |
| 11        | Балгенжиев Зинел             | 1931—2005               | Бурильщик Южно-Эмбинской нефтеразведочной экспедиции управления «Казнефтегазразведка» Министерства геологии Казахской ССР, Гурьевская область                                                      | 12.05.1977      | геология        |                                | [ ГС 11 ] |
| 12        | Башпанов Тастан              | 1886—1972               | Заведующий коневодством колхоза имени Молотова Новобогатинского района Гурьевской области | 23.07.1948      | сельхоз         | Исатайский район               | [ ГС 12 ] |
| 12.000001 | Бейнеуов Нурсеит             | 1872—1953               | Старший табунщик колхоза «Орпа» Мангистауского района Гурьевской области | 23.07.1948      | сельхоз         | *Мангистауская область         | [ ГС 13 ] |
| 13        | Бердешов Пангерей            | 17.02.1936 — 20.02.1999 | Старший чабан совхоза «Баксайский» Махамбетского района Гурьевской области | 22.03.1966      | сельхоз         | Индерский район                | [ ГС 14 ] |
| 13.000002 | Бердибеков Дуюсе             | 1887—1960               | Заведующий коневодством колхоза имени Кирова Шевченковского района Гурьевской области | 23.07.1948      | сельхоз         | *Мангистауская область         | [ ГС 15 ] |
| 14        | Бозекенов Бертлеу            | 1889 — 22.07.1980       | Старший табунщик колхоза имени Красина Испульского района Гурьевской области | 23.07.1948      | сельхоз         | Макатский район                | [ ГС 16 ] |
| 14.000003 | Болдышев Евгений Андреевич   | 03.03.1930 — 01.07.2007 | Бригадир комплексной бригады строительно-монтажного управления № 4 Министерства среднего машиностроения СССР, гор. Шевченко, Гурьевская область                                                    | 26.04.1971      | атомпром        | *Курская область               | [ ГС 17 ] |
| 15        | Гилаев Магзом                | 1931 — ????             | Главный врач противотуберкулёзного диспансера Денгизского района Гурьевской области | 23.10.1978      | здравоохранение | Курмангазинский район          | [ ГС 18 ] |
| 16        | Гогичашвили Тенгиз Андреевич | 13.03.1929 — 21.09.1993 | Начальник управления строительства № 99 Министерства транспортного строительства СССР, Гурьевская область                                                                                          | 07.05.1971      | строительство   | *Грузия                        | [ ГС 19 ] |
| 16.000004 | Григорян Рубен Арамаисович   | 24.11.1917 — 25.11.1976 | Директор Прикаспийского горно-металлургического комбината Министерства среднего машиностроения СССР, гор. Шевченко Гурьевской области                                                              | 29.07.1966      | атомпром        | *Турция                        | [ ГС 20 ] |
| 17        | Даулеткалиев Сакан           | 06.03.1930 — 12.07.2016 | Старший чабан колхоза «Передовик» Индерского района Гурьевской области | 22.03.1966      | сельхоз         | Индерский район                | [ ГС 21 ] |
| 18        | Дешенов Татан                | 1887 — 29.01.1960       | Старший табунщик колхоза «Жана-Жол» Жилокосинского района Гурьевской области | 23.07.1948      | сельхоз         | Жылыойский район               | [ ГС 22 ] |
| 19        | Джумалиев Кубен              | 1893—1957               | Заведующий коневодством колхоза «Родина» Новобогатинского района Гурьевской области | 23.07.1948      | сельхоз         | Исатайский район               | [ ГС 23 ] |
| 19.000005 | Достовалов Владимир Иванович | род. 02.06.1933         | Бригадир монтажников монтажно-строительного управления № 88 треста «Энергоспецмонтаж» Министерства среднего машиностроения СССР, гор. Шевченко Гурьевской области                                  | 26.04.1971      | атомпром        | *Свердловская область          | [ ГС 24 ] |
| 20        | Дюсембиев Муханали           | 1896—1966               | Старший табунщик колхоза «Канбакты» Испульского района Гурьевской области | 23.07.1948      | сельхоз         | Индерский район                | [ ГС 25 ] |
| 21        | Дюсенбеков Абди              | 1915 — ????             | Старший чабан совхоза «Коммунизм таны» Эмбинского района Гурьевской области | 08.04.1971      | сельхоз         | Жылыойский район               | [ ГС 26 ] |
| 22        | Едилбаев Шаши                | 1930 — 13.10.2004       | Старший чабан совхоза «Путь Ильича» Индерского района Гурьевской области | 22.03.1966      | сельхоз         | Индерский район                | [ ГС 27 ] |
| 23        | Енбаева Маржан               | 01.09.1924 — 08.06.2015 | Старшая табунщица колхоза имени Степана Разина Испульского района Гурьевской области | 23.07.1948      | сельхоз         | Индерский район                | [ ГС 28 ] |
| 24        | Еркалиев Аби                 | 1890 — 26.05.1975       | Старший табунщик колхоза «Миялы» Кзыл-Кугинского района Гурьевской области | 23.07.1948      | сельхоз         | Кзылкогинский район            | [ ГС 29 ] |
| 25        | Есенбаев Махамбет            | 1901—1965               | Старший чабан Баксайского каракулеводческого совхоза Гурьевской области | 29.03.1958      | сельхоз         | Махамбетский район             | [ ГС 30 ] |
| 26        | Ескалиев Магаз               | 1891—1963               | Заведующий коневодством колхоза «Карабатыр» Новобогатинского района Гурьевской области | 23.07.1948      | сельхоз         | Исатайский район               | [ ГС 31 ] |
| 26.000006 | Ескожаев Узакбай             | 1881—1957               | Заведующий коневодством колхоза имени Тельмана Шевченковского района Гурьевской области | 23.07.1948      | сельхоз         | *Мангистауская область         | [ ГС 32 ] |
| 27        | Есмуратов Калим              | 04.06.1928 — 18.02.2019 | Старший табунщик колхоза имени Степана Разина Испульского района Гурьевской области | 23.07.1948      | сельхоз         | Индерский район                | [ ГС 33 ] |
| 27.000007 | Жакауов Акназар              | 1884 — 10.02.1959       | Старший табунщик колхоза имени Калинина Шевченковского района Гурьевской области | 23.07.1948      | сельхоз         | *Мангистауская область         | [ ГС 34 ] |
| 28        | Жаскеленов Жолдас            | 1886 — 17.07.1951       | Заведующий коневодством колхоза «Жана-Куш» Баксайского района Гурьевской области | 23.07.1948      | сельхоз         | Махамбетский район             | [ ГС 35 ] |
| 29        | Жиеналиев Уткельбай          | 1904 — 08.1963          | Заведующий коневодством колхоза «Жана-Шаруа» Баксайского района Гурьевской области | 23.07.1948      | сельхоз         | Махамбетский район             | [ ГС 36 ] |
| 30        | Жилисов Тлеген               | 1887 — 28.01.1962       | Старший чабан колхоза имени Степана Разина Испульского района Гурьевской области | 23.07.1948      | сельхоз         | Индерский район                | [ ГС 37 ] |
| 31        | Жумагалиев Калибай           | 1938 — 10.03.2018       | Старший чабан совхоза «Тасшагылский» Кзылкогинского района Гурьевской области | 21.12.1983      | сельхоз         |                                | [ ГС 38 ] |
| 32        | Золотухин Пётр Григорьевич   | 28.01.1927 — 07.08.1974 | Машинист автомобильного крана строительно-монтажного управления № 10 сварочно-монтажного треста Министерства газовой промышленности СССР, Гурьевская область                                       | 30.03.1971      | газпром         | *Брянская область              | [ ГС 39 ] |
| 33        | Идрисов Мухтау               | 1932 — ????             | Старший чабан совхоза «Баксайский» Махамбетского района Гурьевской области | 08.04.1971      | сельхоз         | Исатайский район               | [ ГС 40 ] |
| 34        | Исмагулов Айтан              | 1911—1950               | Заведующий коневодством колхоза имени Карла Маркса Новобогатинского района Гурьевской области | 23.07.1948      | сельхоз         | *Астраханская область          | [ ГС 41 ] |
| 35        | Исмагулов Алимгерей          | 1910 — 18.03.1982       | Старший табунщик колхоза имени Чапаева Денгизского района Гурьевской области | 23.07.1948      | сельхоз         | Курмангазинский район          | [ ГС 42 ] |
| 35.000008 | Кадыров Турегали             | 20.05.1930 — 24.08.2003 | Буровой мастер Узеньской нефтеразведочной экспедиции объединения «Казахстаннефть» Министерства нефтедобывающей промышленности СССР, Гурьевская область                                             | 23.05.1966      | нефтепром       | *Туркмения                     | [ ГС 43 ] |
| 35.000009 | Казбеков Тайшик              | 09.1926 — 09.05.2020    | Шофёр Жетыбайской автобазы Министерства автомобильного транспорта Казахской ССР, Ералиевский район Гурьевской области                                                                              | 04.05.1971      | транспорт       | *Туркмения                     | [ ГС 44 ] |
| 36        | Калиев Мухиден               | 1913—1989               | Председатель колхоза имени Карла Маркса Новобогатинского района Гурьевской области | 23.07.1948      | сельхоз         | Исатайский район               | [ ГС 45 ] |
| 37        | Каримов Капизулла            | 1928—1985               | Старший табунщик колхоза имени Чкалова Новобогатинского района Гурьевской области | 23.07.1948      | сельхоз         | Исатайский район               | [ ГС 46 ] |
| 38        | Кенесов Досымбай             | 1884 — 21.01.1975       | Старший табунщик колхоза «Путь к коммунизму» Кзыл-Кугинского района Гурьевской области | 23.07.1948      | сельхоз         | Кзылкогинский район            | [ ГС 47 ] |
| 39        | Кенжебаев Джаксы             | 1887—1984               | Старший чабан совхоза «Гурьевский» Министерства совхозов СССР, Гурьевская область | 01.12.1949      | сельхоз         | Махамбетский район             | [ ГС 48 ] |
| 40        | Кереев Бакай                 | 1931 — 13.02.2001       | Дорожный мастер Гурьевской дистанции пути Западно-Казахстанской железной дороги | 03.07.1986      | транспорт       | Кзылкогинский район            | [ ГС 49 ] |
| 41        | Кожахметова Канаш            | 1915 — 16.12.2003       | Старший чабан колхоза имени Будённого Кзыл-Кугинского района Гурьевской области | 23.07.1948      | сельхоз         | Кзылкогинский район            | [ ГС 50 ] |
| 41.00001  | Кожашева Баланжан            | 1920 — 08.03.1981       | Заведующая коневодством колхоза имени Калинина Шевченковского района Гурьевской области | 23.07.1948      | сельхоз         | *Мангистауская область         | [ ГС 51 ] |
| 41.000011 | Кошаханов Кенган             | 1896—1961               | Председатель колхоза «Кара-кум» Шевченковского района Гурьевской области | 23.07.1948      | сельхоз         | *Мангистауская область         | [ ГС 52 ] |
| 42        | Кудайбергенов Ибраш          | 1904 — ????             | Председатель колхоза «Жана-Шаруа» Баксайского района Гурьевской области | 23.07.1948      | сельхоз         | Кзылкогинский район            | [ ГС 53 ] |
| 42.000012 | Кульбеков Туржан             | 10.01.1898 — 15.08.1976 | Председатель колхоза имени Калинина Шевченковского района Гурьевской области | 23.07.1948      | сельхоз         | *Мангистауская область         | [ ГС 54 ] |
| 43        | Куспанов Ишахат              | 1929—1999               | Старший табунщик колхоза «Передовик» Испульского района Гурьевской области | 23.07.1948      | сельхоз         | Индерский район                | [ ГС 55 ] |
| 44        | Куткожин Себен               | 1891—1952               | Заведующий коневодством колхоза «Тендык» Гурьевского района Гурьевской области | 23.07.1948      | сельхоз         | Атырау                         | [ ГС 56 ] |
| 45        | Мамбеталиев Жумажан          | 1886 — 26.09.1948       | Старший чабан колхоза имени Калинина Денгизского района Гурьевской области | 23.07.1948      | сельхоз         | Курмангазинский район          | [ ГС 57 ] |
| 46        | Махутов Абилгазим            | 1911—1991               | Бурильщик нефтеразведки «Буранкуль» Кулсаринской конторы разведочного бурения Гурьевского совнархоза                                                                                               | 19.03.1959      | нефтепром       | Жылыойский район               | [ ГС 58 ] |
| 47        | Мергенбаева Жанбупе          | 1920 — ????             | Заведующая коневодством колхоза имени Ворошилова Жилокосинского района Гурьевской области | 23.07.1948      | сельхоз         | Жылыойский район               | [ ГС 59 ] |
| 48        | Мухамбаев Акаш               | 1922 — 26.08.1968       | Бурильщик Кульсаринской конторы бурения Западно-Казахстанского геологического управления Министерства геологии и охраны недр Казахской ССР, Гурьевская область                                     | 29.04.1963      | геология        | Жылыойский район               | [ ГС 60 ] |
| 49        | Мухамбеткалиев Султан        | 1906—1980               | Заведующий коневодством колхоза имени Чапаева Денгизского района Гурьевской области | 23.07.1948      | сельхоз         | *Западно-Казахстанская область | [ ГС 61 ] |
| 50        | Нсанов Таир                  | 1898—1956               | Заведующий коневодством колхоза «Карабатыр» Новобогатинского района Гурьевской области | 23.07.1948      | сельхоз         | Исатайский район               | [ ГС 62 ] |
| 51        | Нурмуханов Муслим            | 09.1927 — 28.02.1987    | Старший чабан каракулеводческого совхоза «Забурунский» Махамбетского района Гурьевской области | 10.03.1976      | сельхоз         | Исатайский район               | [ ГС 63 ] |
| 52        | Нурханаева Наси              | 1915—1998               | Старшая табунщица колхоза имени Молотова Денгизского района Гурьевской области | 23.07.1948      | сельхоз         | Курмангазинский район          | [ ГС 64 ] |
| 53        | Обухов Павел Михайлович      | 06.06.1911 — ????       | Бригадир монтёров пути ремонтно-восстановительного поезда № 22 Управления строительства № 99 Министерства транспортного строительства СССР, Гурьевская область                                     | 07.05.1971      | строительство   | *Москва                        | [ ГС 65 ] |
| 53.000013 | Рыскалиев Салих              | 10.01.1926 — 1973       | Буровой мастер Жетыбайской нефтеразведочной экспедиции треста «Мангышлакнефтегазразведка» Западно-Казахстанского геологического управления Министерства геологии Казахской ССР, Гурьевская область | 04.07.1966      | геология        | Курмангазинский район          | [ ГС 66 ] |
| 54        | Садыков Сагингали            | 1909 — ????             | Заведующий коневодством колхоза имени Микояна Гурьевского района Гурьевской области | 23.07.1948      | сельхоз         | Атырау                         | [ ГС 67 ] |
| 55        | Сарсенбаев Шарип             | 1892—1976               | Заведующий коневодством колхоза «Передовик» Испульского района Гурьевской области | 23.07.1948      | сельхоз         | Атырау                         | [ ГС 68 ] |
| 56        | Сарсенгалиев Мухамбет        | 1887—1976               | Чабан колхоза «Передовик» Испульского района Гурьевской области | 29.03.1958      | сельхоз         | Индерский район                | [ ГС 69 ] |
| 57        | Сартов Мурзакул              | 1888 — 05.05.1971       | Заведующий коневодством колхоза «Путь к коммунизму» Кзыл-Кугинского района Гурьевской области | 23.07.1948      | сельхоз         | Кзылкогинский район            | [ ГС 70 ] |
| 57.000014 | Сатибаев Диюш                | 1910 — ????             | Заведующий коневодством колхоза «Кара-Кум» Шевченковского района Гурьевской области | 23.07.1948      | сельхоз         | *Мангистауская область         | [ ГС 71 ] |
| 58        | Сауров Тажи                  | 1895—1984               | Заведующий коневодством колхоза «Брлик-Тан» Баксайского района Гурьевской области | 23.07.1948      | сельхоз         | Атырау                         | [ ГС 72 ] |
| 59        | Сисембаев Кулбай             | 1895—1974               | Старший табунщик колхоза имени Молотова Кзыл-Кугинского района Гурьевской области | 23.07.1948      | сельхоз         | Кзылкогинский район            | [ ГС 73 ] |
| 59.000015 | Сисембаев Сатибалды          | 1922 — ????             | Заведующий коневодством колхоза имени Шевченко Шевченковского района Гурьевской области | 23.07.1948      | сельхоз         | *Мангистауская область         | [ ГС 74 ] |
| 59.000016 | Сухонос Владимир Трофимович  | 14.03.1926 — 05.03.2007 | Старший машинист экскаватора Прикаспийского горно-металлургического комбината Министерства среднего машиностроения СССР, гор. Шевченко Гурьевской области                                          | 26.04.1971      | атомпром        | *Приморский край               | [ ГС 75 ] |
| 60        | Тулепов Алшен                | 1885 — 21.02.1985       | Старший чабан колхоза «Акчелек» Кзыл-Кугинского района Гурьевской области | 23.07.1948      | сельхоз         | Кзылкогинский район            | [ ГС 76 ] |
| 60.000017 | Уразбаев Изтурган            | 1917 — 17.06.1999       | Капитан рыболовного сейнера «Муссон» рыболовецкого колхоза имени III Интернационала, гор. Форт-Шевченко Гурьевской области                                                                         | 13.04.1963      | рыбпром         | *Мангистауская область         | [ ГС 77 ] |
| 61        | Усенов Идрес                 | 1896—1976               | Старший табунщик колхоза «Передовик» Испульского района Гурьевской области | 23.07.1948      | сельхоз         | Индерский район                | [ ГС 78 ] |
| 62        | Утегенов Хасан               | 1896—1968               | Председатель колхоза имени Микояна Гурьевского района Гурьевской области | 23.07.1948      | сельхоз         | Курмангазинский район          | [ ГС 79 ] |
| 63        | Утепов Сапаргали             | 09.09.1930 — 08.07.1998 | Старший табунщик колхоза «Коминтерн» Испульского района Гурьевской области | 23.07.1948      | сельхоз         | Индерский район                | [ ГС 80 ] |
| 64        | Чуйеншкалиев Кабдир          | 1905—1992               | Председатель колхоза имени Красина Испульского района Гурьевской области | 23.07.1948      | сельхоз         | Индерский район                | [ ГС 81 ] |
| 65        | Шагирова Набира              | 05.1922 — 08.03.1969    | Оператор промысла «Байчунас» комбината «Эмбанефть» Гурьевского совнархоза, Макатский район Гурьевской области                                                                                      | 07.03.1960      | нефтепром       | Макатский район                | [ ГС 82 ] |
| 66        | Шакирова Сали                | 1919—2008               | Заведующая фермой колхоза имени Молотова Жилокосинского района Гурьевской области | 23.07.1948      | сельхоз         | Жылыойский район               | [ ГС 83 ] |
| 67        | Шахатов Латип                | 01.05.1929 — 20.03.1980 | Дорожный мастер Гурьевской дистанции пути Казахской железной дороги | 05.03.1976      | транспорт       |                                | [ ГС 84 ] |
| 67.000018 | Шевченко Геннадий Иванович   | 19.08.1929 — 27.08.2020 | Буровой мастер Мангышлакского управления буровых работ объединения «Мангышлакнефть» Министерства нефтяной промышленности СССР, Гурьевская область                                                  | 30.03.1971      | нефтепром       | *Дагестан                      | [ ГС 85 ] |

## Уроженцы Атырауской области, удостоенные звания Героя Социалистического Труда в других регионах СССР
| № | Фамилия, имя, отчество    | Даты жизни              | Деятельность | Дата присвоения | Отрасль       | Район рождения        | ГС       |
| - | ------------------------- | ----------------------- | --- | --------------- | ------------- | --------------------- | -------- |
| 1 | Айткужин Алдибай          | 1902—1952               | Старший чабан колхоза «Алгабас» Каратюбинского района Западно-Казахстанской области                                                                                    | 23.07.1948      | сельхоз       | Макатский район       | [ ГС 1 ] |
| 2 | Асанов Касым Абуович      | 01.01.1931 — 12.05.2008 | Председатель колхоза имени XXII партсъезда Талды-Курганского района Алма-Атинской области                                                                              | 31.12.1965      | сельхоз       | Курмангазинский район | [ ГС 2 ] |
| 3 | Губашев Шарафий Губашевич | 16.04.1913 — 1985       | Старший ветеринарный врач каракулеводческого совхоза «Таласский» Министерства совхозов СССР, Таласский район Джамбулской области                                       | 01.12.1949      | сельхоз       |                       | [ ГС 3 ] |
| 4 | Денисов Павел Иванович    | 25.10.1921 — 24.05.2008 | Начальник цеха Полоцкого нефтеперерабатывающего завода Министерства нефтеперерабатывающей и нефтехимической промышленности СССР, Витебская область                     | 28.05.1966      | нефтехимпром  | Атырау                | [ ГС 4 ] |
| 5 | Есеналиев Дагар           | 1886 — ????             | Старший чабан колхоза имени Ленина Таласского района Джамбулской области                                                                                               | 23.07.1948      | сельхоз       |                       |          |
| 6 | Мурзабеков Исмагул        | 1900 — ????             | Председатель исполкома районного Совета депутатов трудящихся района имени 28 гвардейцев Талды-Курганской области                                                       | 28.03.1948      | госуправление | Денгизский район      | [ ГС 5 ] |
| 7 | Мухсимов Бактигерей       | 10.06.1939 — 07.08.2005 | Старший чабан совхоза «Тайпакский» Тайпакского района Уральской области                                                                                                | 22.03.1966      | сельхоз       | Махамбетский район    | [ ГС 6 ] |
| 8 | Сериков Аскар             | 28.11.1927 — 17.12.2007 | Машинист горного комбайна шахты № 22 имени 50-летия Октябрьской революции комбината «Карагандауголь» Министерства угольной промышленности СССР, Карагандинская область | 30.03.1971      | углепром      | Курмангазинский район | [ ГС 7 ] |
| 9 | Танатаров Айткали         | 1901—1977               | Старший табунщик колхоза имени Карла Маркса Урдинского района Западно-Казахстанской области                                                                            | 23.07.1948      | сельхоз       | Денгизский район      | [ ГС 8 ] |

## Герои Социалистического Труда, прибывшие в Атыраускую область на постоянное проживание из других регионов
| № | Фамилия, имя, отчество | Даты жизни  | Деятельность                                                                                | Дата присвоения | Отрасль | Район проживания | ГС |
| - | ---------------------- | ----------- | ------------------------------------------------------------------------------------------- | --------------- | ------- | ---------------- | -- |
| 1 | Бисалиев Айбаш         | 1897 — ???? | Старший табунщик колхоза имени «Правды» Джангалинского района Западно-Казахстанской области | 23.07.1948      | сельхоз |                  |    |